# ひな誕祭
『ひな誕祭』（ひなたんさい）は、日本の女性アイドルグループ・日向坂46が、デビュー日の3月27日を目安に、2020年から毎年開催しているデビュー記念イベントである。主催はSeed & Flower。
本記事では、日向坂46のデビュー記念イベントのうち、『ひな誕祭』以外の名称を用いているものについても言及する。

## 開催歴
本公演の開催歴は以下の通りである。なお、初回開催時はイベント名に『ひな誕祭』が含まれていないほか、ライブイベントではなくトークイベントとなっている。
| 回 | イベント名                                        | 開催日程            | 場所           | 脚注         |
| -- | ------------------------------------------------- | ------------------- | -------------- | ------------ |
| 1  | 日向坂46デビュー1周年記念 スペシャルトーク&ライブ | 2020年3月31日       |                | [ 8 ] [ 7 ]  |
| 2  | 日向坂46 デビュー2周年記念Special 2days           | 2021年3月27日       | [ 9 ] [ 10 ]   |              |
| 3  | 3回目のひな誕祭                                   | 2022年3月30日・31日 | 東京ドーム     | [ 2 ] [ 11 ] |
| 4  | 4回目のひな誕祭                                   | 2023年4月1日・2日   | 横浜スタジアム | [ 3 ] [ 6 ]  |
| 5  | 5回目のひな誕祭                                   | 2024年4月6日・7日   | 横浜スタジアム | [ 4 ] [ 12 ] |
| 6  | 6回目のひな誕祭                                   | 2025年4月5日・6日   | 横浜スタジアム | [ 5 ] [ 13 ] |

## 新型コロナウイルス感染症の流行による影響

### ツアー延期に伴う代替イベントとしての役割（2020年）
2020年3月31日に「日向坂46『春の全国アリーナツアー2020』福岡公演｣をひかりTV・ひかりTV for docomo・dTVチャンネルにて生中継配信する予定であったが、新型コロナウイルス感染症が世界的に流行したことによる影響で公演延期となり、当初の生中継配信の内容を変更して、日向坂46デビュー1周年を記念した緊急スペシャル番組『日向坂46デビュー1周年記念 スペシャルトーク&ライブ』を配信した。

### 700人の有観客ライブ（2021年）
2020年に新型コロナウイルス感染症が流行して以降、その影響により有観客でのライブイベントが実施できない状況であったが、流行にある程度の落ち着きが見られてきたため、『日向坂46 デビュー2周年キャンペーン Special 2days』の2日目は、日向坂46のライブイベントとしては約1年1ヶ月ぶりの有観客で開催した。本公演では、9つのサービスからのストリーミング配信が実施されている。本公演では、7,700名分の「JOYFULシート」と呼ばれる座席が用意されており、このうち700席は実際にライブ会場にて観覧できるシートであり、観覧者はいずれも抽選で選ばれた。後の7,000名に関しては、メンバーが確認できるモニターに映し出される形でライブに「リモート参加」できる形を採り、この対象者についても抽選で選ばれている。

### 2度の延期を経た東京ドーム公演（2022年）
日向坂46は、欅坂46のアンダーグループ・けやき坂46として活動してきた頃からのグループの目標として、「東京ドームで公演すること」を挙げており、2018年には東京ドームでの公演を目標にファンと共に歩むことを誓った楽曲「約束の卵」が制作されるほどであった。2019年に開催された『ひなくり2019』において、翌年の『ひなくり2020』を東京ドームで開催する予定であることが発表されていたが、新型コロナウイルス感染症の世界的流行による活動制限により、同会場での公演は『ひなくり2021』に延期されることとなり、さらに『ひなくり2021』に関しても、新型コロナウイルスの対策として東京ドームの収容制限が設けられていたため、別会場での開催となっていた。最終的には、初回の開催予定から2年3ヶ月以上経過した2022年、『3回目のひな誕祭』にて、日向坂46としては初めて東京ドームの舞台に立つこととなった。

## 日向坂46デビュー1周年記念 スペシャルトーク&ライブ！
『日向坂46デビュー1周年記念 スペシャルトーク&ライブ！』（ひなたざかフォーティーシックス デビュー1しゅうねんきねん スペシャルトークアンドライブ！）は、2020年3月31日にひかりTV・ひかりTV for docomo・dTVチャンネルで、無観客生配信された日向坂46のスペシャルイベントである。
Twitter上での当番組の告知やメンバー出演VTR内で使用された言葉「ひな誕祭」が、翌年の2周年記念イベント「～MEMORIAL LIVE：2回目のひな誕祭～」以降、タイトルとして使われている。

### 出演者
- 日向坂46[15][23][1]
  - 1期生：潮紗理菜、加藤史帆、齊藤京子、佐々木久美、佐々木美玲、高瀬愛奈、高本彩花、東村芽依
  - 2期生：金村美玖、河田陽菜、小坂菜緒、富田鈴花、丹生明里、濱岸ひより、松田好花、宮田愛萌、渡邉美穂
  - 3期生：上村ひなの

## 日向坂46 デビュー2周年キャンペーン Special 2days
『日向坂46 デビュー2周年キャンペーン Special 2days』（ひなたざかフォーティーシックス デビュー2しゅうねんキャンペーン スペシャルツーデイズ）は、日本の女性アイドルグループ・日向坂46が2021年3月26日から27日にかけて開催した一連のライブイベントの総称。
1日目となる3月26日には、『春のユニット祭り おひさまベスト・プレイリスト2021』（はるのユニットまつり おひさまベスト・プレイリスト にせんにじゅういち）が行われた。新型コロナウイルスの流行により無観客での開催となったが、ひかりTVとdTVでのストリーミング配信が実施されている。約4ヶ月前から体調不良により日向坂46での活動を休止していた宮田愛萌は、この日から活動を再開している。
2日目となる3月27日には、『～MEMORIAL LIVE：2回目のひな誕祭～』（メモリアルライブ 2かいめのひなたんさい）が行われた。前述の通り、本公演が日向坂46としては久々の有観客ライブとなっている。この日のライブ終盤のサプライズ映像で、グループのメンバーが出演するドラマ『声春っ！』（日本テレビ）の放送開始と、グループの5thシングル『君しか勝たん』の発売が決定したことを発表した。

### 出演者
- 日向坂46[9][24][16][10]
  - 1期生：潮紗理菜、影山優佳、加藤史帆、齊藤京子、佐々木久美、佐々木美玲、高瀬愛奈、高本彩花、東村芽依
  - 2期生：金村美玖、河田陽菜、小坂菜緒、丹生明里、松田好花、宮田愛萌、渡邉美穂
    - 富田鈴花（声のみ）

  - 3期生：上村ひなの、髙橋未来虹、森本茉莉、山口陽世
- 阿座上洋平（1日目・アナウンス）[24]
- 乃木坂46：秋元真夏（1日目・VTR出演）[24]
- 櫻坂46：菅井友香（1日目・VTR出演）[24]

### セットリスト

#### 1日目
本公演のセットリストは以下の通りである。
1. Overture
2. ママのドレス
3. See Through
4. まさか 偶然...[注 2]
5. キレイになりたい
6. 沈黙した恋人よ
7. やさしさが邪魔をする
8. 線香花火が消えるまで
9. どうして雨だと言ったんだろう？
10. ハロウィンのかぼちゃが割れた
11. ナゼー
12. ノックをするな！
13. 三輪車に乗りたい[注 3]。
14. Cage
15. もうこんなに好きになれない
16. 夢は何歳まで？
17. 酸っぱい自己嫌悪
18. 猫の名前[注 4]
19. 夏色のミュール
20. この夏をジャムにしよう
21. Footsteps
22. 割れないシャボン玉
23. 窓を開けなくても[注 5]

#### 2日目
本公演のセットリストは以下の通りである。
1. Overture
2. アザトカワイイ
3. ソンナコトナイヨ
4. ドレミソラシド
5. ひらがなで恋したい
6. 僕たちは付き合っている
7. 抱きしめてやる
8. 君に話しておきたいこと
9. 半分の記憶
10. 永遠の白線
11. こんなに好きになっちゃっていいの？
12. キツネ
13. My fans
14. 期待していない自分
15. NO WAR in the future 2020
16. 青春の馬
17. JOYFUL LOVE
18. キュン
19. 約束の卵 2020
20. 日向坂[注 6]

## 3回目のひな誕祭
『3回目のひな誕祭』（3かいめのひなたんさい）は、2022年3月30日と3月31日に東京ドームにて開催された、日本の女性アイドルグループ・日向坂46のコンサート。
日向坂46が東京ドームにて公演を行うことは、改名前のけやき坂46時代を含めて初めてのことであった。本公演は、東京ドームのフルキャパシティーとなる5万人を1日で動員し、2日間の観客動員数は合計10万人数えた。また、2021年6月から活動を休止していた小坂菜緒は、本公演よりステージに復帰している。さらに、本公演最終日の3月31日には、7thシングル『僕なんか』の発売の発表と同曲の初披露を行った。

### 出演者
- 日向坂46[11]
  - 1期生：潮紗理菜、影山優佳、加藤史帆、齊藤京子、佐々木久美、佐々木美玲、高瀬愛奈、高本彩花、東村芽依
  - 2期生：金村美玖、河田陽菜、小坂菜緒、富田鈴花、丹生明里、松田好花、宮田愛萌、渡邉美穂
    - 濱岸ひより（映像のみ）[注 7]

  - 3期生：上村ひなの、髙橋未来虹、森本茉莉、山口陽世

### 日向坂46 3周年記念MEMORIAL LIVE 〜3回目のひな誕祭〜 in 東京ドーム
『日向坂46 3周年記念MEMORIAL LIVE 〜3回目のひな誕祭〜 in 東京ドーム』（ひなたざかフォーティーシックス 3しゅうねんきねんメモリアルライブ 〜3かいめのひなたんさい〜 イン とうきょうドーム）は、日向坂46の3周年記念コンサート『3回目のひな誕祭』の様子を映像化した作品。2022年7月20日に、Sony Recordsより発売された。

#### 収録トラック

##### Blu-ray
- 完全生産限定盤（DISC 1、DISC 2、DISC 3）[32]
- 通常盤
  - DAY1[33]
  - DAY2[34]

| #   | タイトル                              | 作詞 | 作曲 | 編曲 |
| --- | ------------------------------------- | ---- | ---- | ---- |
| 1.  | 「VTR -Road to Tokyo Dome-」          |      |      |      |
| 2.  | 「Overture」                          |      |      |      |
| 3.  | 「ひらがなけやき」                    |      |      |      |
| 4.  | 「キュン」                            |      |      |      |
| 5.  | 「青春の馬」                          |      |      |      |
| 6.  | 「アディショナルタイム」              |      |      |      |
| 7.  | 「My fans」                           |      |      |      |
| 8.  | 「僕たちは付き合っている」            |      |      |      |
| 9.  | 「ホントの時間」                      |      |      |      |
| 10. | 「ひらがなで恋したい」                |      |      |      |
| 11. | 「ドレミソラシド」                    |      |      |      |
| 12. | 「こんなに好きになっちゃっていいの?」 |      |      |      |
| 13. | 「イマニミテイロ」                    |      |      |      |
| 14. | 「最前列へ」                          |      |      |      |
| 15. | 「君に話しておきたいこと」            |      |      |      |
| 16. | 「ときめき草」                        |      |      |      |
| 17. | 「DANCE TRACK」                       |      |      |      |
| 18. | 「アザトカワイイ」                    |      |      |      |
| 19. | 「ソンナコトナイヨ」                  |      |      |      |
| 20. | 「期待していない自分」                |      |      |      |
| 21. | 「君しか勝たん」                      |      |      |      |
| 22. | 「永遠の白線」                        |      |      |      |
| 23. | 「DANCE TRACK」                       |      |      |      |
| 24. | 「半分の記憶」                        |      |      |      |
| 25. | 「DANCE TRACK」                       |      |      |      |
| 26. | 「ってか」                            |      |      |      |
| 27. | 「NO WAR in the future 2020」         |      |      |      |
| 28. | 「誰よりも高く跳べ! 2020」            |      |      |      |
| 29. | 「VTR」                               |      |      |      |
| 30. | 「JOYFUL LOVE」                       |      |      |      |
| 31. | 「約束の卵 2020」                     |      |      |      |
| 32. | 「日向坂」                            |      |      |      |

| #   | タイトル                              | 作詞 | 作曲 | 編曲 |
| --- | ------------------------------------- | ---- | ---- | ---- |
| 1.  | 「VTR -Road to Tokyo Dome-」          |      |      |      |
| 2.  | 「Overture」                          |      |      |      |
| 3.  | 「キュン」                            |      |      |      |
| 4.  | 「ドレミソラシド」                    |      |      |      |
| 5.  | 「おいで夏の境界線」                  |      |      |      |
| 6.  | 「キツネ」                            |      |      |      |
| 7.  | 「ハッピーオーラ」                    |      |      |      |
| 8.  | 「窓を開けなくても」                  |      |      |      |
| 9.  | 「こんなに好きになっちゃっていいの?」 |      |      |      |
| 10. | 「抱きしめてやる」                    |      |      |      |
| 11. | 「こんな整列を誰がさせるのか?」       |      |      |      |
| 12. | 「My god」                            |      |      |      |
| 13. | 「Dash&Rush」                         |      |      |      |
| 14. | 「未熟な怒り」                        |      |      |      |
| 15. | 「この夏をジャムにしよう」            |      |      |      |
| 16. | 「Right?」                            |      |      |      |
| 17. | 「それでも歩いている」                |      |      |      |
| 18. | 「DANCE TRACK」                       |      |      |      |
| 19. | 「アザトカワイイ」                    |      |      |      |
| 20. | 「ソンナコトナイヨ」                  |      |      |      |
| 21. | 「期待していない自分」                |      |      |      |
| 22. | 「君しか勝たん」                      |      |      |      |
| 23. | 「永遠の白線」                        |      |      |      |
| 24. | 「DANCE TRACK」                       |      |      |      |
| 25. | 「半分の記憶」                        |      |      |      |
| 26. | 「DANCE TRACK」                       |      |      |      |
| 27. | 「ってか」                            |      |      |      |
| 28. | 「NO WAR in the future 2020」         |      |      |      |
| 29. | 「誰よりも高く跳べ! 2020」            |      |      |      |
| 30. | 「VTR」                               |      |      |      |
| 31. | 「JOYFUL LOVE」                       |      |      |      |
| 32. | 「僕なんか」                          |      |      |      |
| 33. | 「日向坂」                            |      |      |      |
| 34. | 「約束の卵 2020」                     |      |      |      |

| #  | タイトル                                               | 作詞 | 作曲・編曲 |
| -- | ------------------------------------------------------ | ---- | ---------- |
| 1. | 「Behind the scenes of 3回目のひな誕祭 in Tokyo Dome」 |      |            |

##### DVD
- 完全生産限定盤（DISC 1、DISC 2、DISC 3、DISC 4、DISC 5）[35]
- 通常盤
  - DAY1（DISC 1、DISC 2）[36]
  - DAY2（DISC 1、DISC 2）[37]

| #   | タイトル                              | 作詞 | 作曲 | 編曲 |
| --- | ------------------------------------- | ---- | ---- | ---- |
| 1.  | 「VTR -Road to Tokyo Dome-」          |      |      |      |
| 2.  | 「Overture」                          |      |      |      |
| 3.  | 「ひらがなけやき」                    |      |      |      |
| 4.  | 「キュン」                            |      |      |      |
| 5.  | 「青春の馬」                          |      |      |      |
| 6.  | 「アディショナルタイム」              |      |      |      |
| 7.  | 「My fans」                           |      |      |      |
| 8.  | 「僕たちは付き合っている」            |      |      |      |
| 9.  | 「ホントの時間」                      |      |      |      |
| 10. | 「ひらがなで恋したい」                |      |      |      |
| 11. | 「ドレミソラシド」                    |      |      |      |
| 12. | 「こんなに好きになっちゃっていいの?」 |      |      |      |
| 13. | 「イマニミテイロ」                    |      |      |      |
| 14. | 「最前列へ」                          |      |      |      |
| 15. | 「君に話しておきたいこと」            |      |      |      |
| 16. | 「ときめき草」                        |      |      |      |
| 17. | 「DANCE TRACK」                       |      |      |      |
| 18. | 「アザトカワイイ」                    |      |      |      |
| 19. | 「ソンナコトナイヨ」                  |      |      |      |
| 20. | 「期待していない自分」                |      |      |      |
| 21. | 「君しか勝たん」                      |      |      |      |
| 22. | 「永遠の白線」                        |      |      |      |
| 23. | 「DANCE TRACK」                       |      |      |      |
| 24. | 「半分の記憶」                        |      |      |      |
| 25. | 「DANCE TRACK」                       |      |      |      |
| 26. | 「ってか」                            |      |      |      |
| 27. | 「NO WAR in the future 2020」         |      |      |      |
| 28. | 「誰よりも高く跳べ! 2020」            |      |      |      |
| 29. | 「VTR」                               |      |      |      |
| 30. | 「JOYFUL LOVE」                       |      |      |      |

| #  | タイトル          | 作詞 | 作曲 | 編曲 |
| -- | ----------------- | ---- | ---- | ---- |
| 1. | 「約束の卵 2020」 |      |      |      |
| 2. | 「日向坂」        |      |      |      |

| #   | タイトル                              | 作詞 | 作曲 | 編曲 |
| --- | ------------------------------------- | ---- | ---- | ---- |
| 1.  | 「VTR -Road to Tokyo Dome-」          |      |      |      |
| 2.  | 「Overture」                          |      |      |      |
| 3.  | 「キュン」                            |      |      |      |
| 4.  | 「ドレミソラシド」                    |      |      |      |
| 5.  | 「おいで夏の境界線」                  |      |      |      |
| 6.  | 「キツネ」                            |      |      |      |
| 7.  | 「ハッピーオーラ」                    |      |      |      |
| 8.  | 「窓を開けなくても」                  |      |      |      |
| 9.  | 「こんなに好きになっちゃっていいの?」 |      |      |      |
| 10. | 「抱きしめてやる」                    |      |      |      |
| 11. | 「こんな整列を誰がさせるのか?」       |      |      |      |
| 12. | 「My god」                            |      |      |      |
| 13. | 「Dash&Rush」                         |      |      |      |
| 14. | 「未熟な怒り」                        |      |      |      |
| 15. | 「この夏をジャムにしよう」            |      |      |      |
| 16. | 「Right?」                            |      |      |      |
| 17. | 「それでも歩いている」                |      |      |      |
| 18. | 「DANCE TRACK」                       |      |      |      |
| 19. | 「アザトカワイイ」                    |      |      |      |
| 20. | 「ソンナコトナイヨ」                  |      |      |      |
| 21. | 「期待していない自分」                |      |      |      |
| 22. | 「君しか勝たん」                      |      |      |      |
| 23. | 「永遠の白線」                        |      |      |      |
| 24. | 「DANCE TRACK」                       |      |      |      |
| 25. | 「半分の記憶」                        |      |      |      |
| 26. | 「DANCE TRACK」                       |      |      |      |
| 27. | 「ってか」                            |      |      |      |
| 28. | 「NO WAR in the future 2020」         |      |      |      |
| 29. | 「誰よりも高く跳べ! 2020」            |      |      |      |
| 30. | 「VTR」                               |      |      |      |
| 31. | 「JOYFUL LOVE」                       |      |      |      |

| #  | タイトル          | 作詞 | 作曲 | 編曲 |
| -- | ----------------- | ---- | ---- | ---- |
| 1. | 「僕なんか」      |      |      |      |
| 2. | 「日向坂」        |      |      |      |
| 3. | 「約束の卵 2020」 |      |      |      |

| #  | タイトル                                               | 作詞 | 作曲・編曲 |
| -- | ------------------------------------------------------ | ---- | ---------- |
| 1. | 「Behind the scenes of 3回目のひな誕祭 in Tokyo Dome」 |      |            |

## 4回目のひな誕祭
『4回目のひな誕祭』（4かいめのひなたんさい）は、2023年4月1日と4月2日に横浜スタジアムにて開催された、日本の女性アイドルグループ・日向坂46のコンサート。
本公演は、日向坂46のライブイベントとしては初めてとなる屋外スタジアムでの開催となった。ライブイベントであまり満員になることがないという横浜スタジアムにおいて、両翼ウイング席やステージ裏の見切れ席まで全て満席とし、2日間の観客動員数は合計で7.4万人を記録した。

### 出演者
- 日向坂46[3][6]
  - 1期生：潮紗理菜、影山優佳[注 8]、加藤史帆、齊藤京子、佐々木久美、佐々木美玲、高瀬愛奈、高本彩花、東村芽依
  - 2期生：金村美玖、河田陽菜、小坂菜緒、富田鈴花、丹生明里、濱岸ひより、松田好花
  - 3期生：上村ひなの、髙橋未来虹、森本茉莉、山口陽世
  - 4期生：石塚瑶季、岸帆夏、小西夏菜実、清水理央、正源司陽子、竹内希来里、平岡海月、平尾帆夏、藤嶌果歩、宮地すみれ、山下葉留花、渡辺莉奈
- アレックス・ラミレス（2日目のみ）[注 9]

### 日向坂46 4周年記念MEMORIAL LIVE 〜4回目のひな誕祭〜 in 横浜スタジアム
『日向坂46 4周年記念MEMORIAL LIVE 〜4回目のひな誕祭〜 in 横浜スタジアム』（ひなたざかフォーティーシックス 4しゅうねんきねんメモリアルライブ 〜4かいめのひなたんさい〜 イン よこはまスタジアム）は、日向坂46のコンサート『4回目のひな誕祭』の様子を映像化した作品。2023年9月13日に、Sony RecordsよりBD・DVDが発売された。

#### 収録トラック

##### Blu-ray
- 完全生産限定盤（DISC 1、DISC 2、DISC 3）[43][44]
- 通常盤
  - DAY1[43][45]
  - DAY2[43][46]

| 全作詞: 秋元康。 |                                                                |        |                         |                            |
| #                | タイトル                                                       | 作詞   | 作曲                    | 編曲                       |
| 1.               | 「Overture」                                                   | 秋元康 | TomoLow                 | TomoLow                    |
| 2.               | 「OPENING」                                                    | 秋元康 |                         |                            |
| 3.               | 「HEY!OHISAMA!」                                               | 秋元康 | デレク・ターナー        | 武藤星児                   |
| 4.               | 「ドレミソラシド」                                             | 秋元康 | 野村陽一郎              | 野村陽一郎                 |
| 5.               | 「キュン」                                                     | 秋元康 | 野村陽一郎              | 野村陽一郎                 |
| 6.               | 「君しか勝たん」                                               | 秋元康 | デレク・ターナー        | APAZZI                     |
| 7.               | 「ブルーベリー＆ラズベリー」                                   | 秋元康 | 小野貴光                | 若田部誠                   |
| 8.               | 「この夏をジャムにしよう」                                     | 秋元康 | pakorama                | pakorama                   |
| 9.               | 「どうする？どうする？どうする？」                             | 秋元康 | CHOCOLATE MIX           | CHOCOLATE MIX              |
| 10.              | 「沈黙が愛なら」                                               | 秋元康 | サトウシンゴ            | サトウシンゴ、長田直也     |
| 11.              | 「ハッピーオーラ」                                             | 秋元康 | 池澤聡                  | 池澤聡                     |
| 12.              | 「ひらがなで恋したい」                                         | 秋元康 | ふるっぺ（ケラケラ）    | ふるっぺ（ケラケラ）       |
| 13.              | 「窓を開けなくても」                                           | 秋元康 | CHOCOLATE MIX           | CHOCOLATE MIX              |
| 14.              | 「ナゼー」                                                     | 秋元康 | 小山雅弘                | 小山雅弘                   |
| 15.              | 「沈黙した恋人よ」                                             | 秋元康 | 杉山勝彦                | 杉山勝彦、三谷秀甫、谷地学 |
| 16.              | 「花ちゃんズ - Happy Birthday to You -」                       | 秋元康 |                         |                            |
| 17.              | 「始球式」                                                     | 秋元康 |                         |                            |
| 18.              | 「一番好きだとみんなに言っていた小説のタイトルを思い出せない」 | 秋元康 | 辻村有記、伊藤賢        | 辻村有記、伊藤賢           |
| 19.              | 「こんなに好きになっちゃっていいの？」                         | 秋元康 | 前迫潤哉、7th Avenue    | 7th Avenue                 |
| 20.              | 「永遠の白線」                                                 | 秋元康 | 石井健太郎              | 石井健太郎                 |
| 21.              | 「ってか」                                                     | 秋元康 | 浦島健太、加藤優希      | 加藤優希                   |
| 22.              | 「四期生VTR」                                                  | 秋元康 |                         |                            |
| 23.              | 「青春の馬」                                                   | 秋元康 | 近藤圭一                | 近藤圭一                   |
| 24.              | 「キツネ」                                                     | 秋元康 | 原田雄一                | 原田雄一                   |
| 25.              | 「誰よりも高く跳べ！ 2020」                                    | 秋元康 | カミカオル、doubleglass | 野中“まさ”雄一             |
| 26.              | 「知らないうちに愛されていた」                                 | 秋元康 | BASEMINT                | BASEMINT                   |
| 27.              | 「One choice」                                                 | 秋元康 | セキヤカナデ            | シライシ紗トリ             |
| 28.              | 「NO WAR in the future 2020」                                  | 秋元康 | ツキダタダシ            | ツキダタダシ               |
| 29.              | 「VTR」                                                        | 秋元康 |                         |                            |
| 30.              | 「JOYFUL LOVE」                                                | 秋元康 | 前迫潤哉、Dr.Lilcom     | Dr.Lilcom                  |

| 全作詞: 秋元康。 |                                                                |        |                            |                              |
| #                | タイトル                                                       | 作詞   | 作曲                       | 編曲                         |
| 1.               | 「Overture」                                                   | 秋元康 | TomoLow                    | TomoLow                      |
| 2.               | 「OPENING」                                                    | 秋元康 |                            |                              |
| 3.               | 「HEY!OHISAMA!」                                               | 秋元康 | デレク・ターナー           | 武藤星児                     |
| 4.               | 「ドレミソラシド」                                             | 秋元康 | 野村陽一郎                 | 野村陽一郎                   |
| 5.               | 「アザトカワイイ」                                             | 秋元康 | 浦島健太、Miya、TETTA      | TETTA                        |
| 6.               | 「ソンナコトナイヨ」                                           | 秋元康 | 柳原英樹                   | 柳原英樹                     |
| 7.               | 「ブルーベリー&ラズベリー」                                    | 秋元康 | 小野貴光                   | 若田部誠                     |
| 8.               | 「ゴーフルと君」                                               | 秋元康 | 辻村有記、伊藤賢           | 辻村有記、伊藤賢             |
| 9.               | 「Dash&Rush」                                                  | 秋元康 | 小田切大                   | 佐々木裕                     |
| 10.              | 「好きということは…」                                          | 秋元康 | youth case                 | youth case、城戸紘志、加部輝 |
| 11.              | 「ハッピーオーラ」                                             | 秋元康 | 池澤聡                     | 池澤聡                       |
| 12.              | 「ひらがなで恋したい」                                         | 秋元康 | ふるっぺ（ケラケラ）       | ふるっぺ（ケラケラ）         |
| 13.              | 「Footsteps」                                                  | 秋元康 | 野井洋児                   | 野井洋児                     |
| 14.              | 「線香花火が消えるまで」                                       | 秋元康 | 山本加津彦                 | 山下加津彦                   |
| 15.              | 「Cage」                                                       | 秋元康 | 水流雄一朗                 | 水流雄一朗                   |
| 16.              | 「花ちゃんズ - Happy Birthday to You -」                       | 秋元康 |                            |                              |
| 17.              | 「始球式」                                                     | 秋元康 |                            |                              |
| 18.              | 「一番好きだとみんなに言っていた小説のタイトルを思い出せない」 | 秋元康 | 辻村有記、伊藤賢           | 辻村有記、伊藤賢             |
| 19.              | 「こんなに好きになっちゃっていいの？」                         | 秋元康 | 前迫潤哉、7th Avenue       | 7th Avenue                   |
| 20.              | 「半分の記憶」                                                 | 秋元康 | 吉田司、村山シベリウス達彦 | 若田部誠                     |
| 21.              | 「月と星が踊るMidnight」                                       | 秋元康 | Masafumi Okamoto           | TomoLow                      |
| 22.              | 「四期生VTR」                                                  | 秋元康 |                            |                              |
| 23.              | 「青春の馬」                                                   | 秋元康 | 近藤圭一                   | 近藤圭一                     |
| 24.              | 「My fans」                                                    | 秋元康 | ムラマサヒロキ             | ムラマサヒロキ               |
| 25.              | 「誰よりも高く跳べ！ 2020」                                    | 秋元康 | カミカオル、doubleglass    | 野中“まさ”雄一               |
| 26.              | 「知らないうちに愛されていた」                                 | 秋元康 | BASEMINT                   | BASEMINT                     |
| 27.              | 「One choice」                                                 | 秋元康 | セキヤカナデ               | シライシ紗トリ               |
| 28.              | 「NO WAR in the future 2020」                                  | 秋元康 | ツキダタダシ               | ツキダタダシ                 |
| 29.              | 「VTR」                                                        | 秋元康 |                            |                              |
| 30.              | 「JOYFUL LOVE」                                                | 秋元康 | 前迫潤哉、Dr.Lilcom        | Dr.Lilcom                    |

| #  | タイトル                                                     | 作詞 | 作曲・編曲 |
| -- | ------------------------------------------------------------ | ---- | ---------- |
| 1. | 「Behind the scenes of 4回目のひな誕祭 in Yokohama Stadium」 |      |            |

##### DVD
- 完全生産限定盤（DISC 1、DISC 2、DISC 3、DISC 4、DISC 5）[43][47]
- 通常盤
  - DAY1（DISC 1、DISC 2）[43][48]
  - DAY2（DISC 1、DISC 2）[43][49]

| 全作詞: 秋元康。 |                                    |        |                      |                            |
| #                | タイトル                           | 作詞   | 作曲                 | 編曲                       |
| 1.               | 「Overture」                       | 秋元康 | TomoLow              | TomoLow                    |
| 2.               | 「OPENING」                        | 秋元康 |                      |                            |
| 3.               | 「HEY!OHISAMA!」                   | 秋元康 | デレク・ターナー     | 武藤星児                   |
| 4.               | 「ドレミソラシド」                 | 秋元康 | 野村陽一郎           | 野村陽一郎                 |
| 5.               | 「キュン」                         | 秋元康 | 野村陽一郎           | 野村陽一郎                 |
| 6.               | 「君しか勝たん」                   | 秋元康 | デレク・ターナー     | APAZZI                     |
| 7.               | 「ブルーベリー＆ラズベリー」       | 秋元康 | 小野貴光             | 若田部誠                   |
| 8.               | 「この夏をジャムにしよう」         | 秋元康 | pakorama             | pakorama                   |
| 9.               | 「どうする？どうする？どうする？」 | 秋元康 | CHOCOLATE MIX        | CHOCOLATE MIX              |
| 10.              | 「沈黙が愛なら」                   | 秋元康 | サトウシンゴ         | サトウシンゴ、長田直也     |
| 11.              | 「ハッピーオーラ」                 | 秋元康 | 池澤聡               | 池澤聡                     |
| 12.              | 「ひらがなで恋したい」             | 秋元康 | ふるっぺ（ケラケラ） | ふるっぺ（ケラケラ）       |
| 13.              | 「窓を開けなくても」               | 秋元康 | CHOCOLATE MIX        | CHOCOLATE MIX              |
| 14.              | 「ナゼー」                         | 秋元康 | 小山雅弘             | 小山雅弘                   |
| 15.              | 「沈黙した恋人よ」                 | 秋元康 | 杉山勝彦             | 杉山勝彦、三谷秀甫、谷地学 |

| 全作詞: 秋元康。 |                                                                |        |                         |                  |
| #                | タイトル                                                       | 作詞   | 作曲                    | 編曲             |
| 16.              | 「花ちゃんズ - Happy Birthday to You -」                       | 秋元康 |                         |                  |
| 17.              | 「始球式」                                                     | 秋元康 |                         |                  |
| 18.              | 「一番好きだとみんなに言っていた小説のタイトルを思い出せない」 | 秋元康 | 辻村有記、伊藤賢        | 辻村有記、伊藤賢 |
| 19.              | 「こんなに好きになっちゃっていいの？」                         | 秋元康 | 前迫潤哉、7th Avenue    | 7th Avenue       |
| 20.              | 「永遠の白線」                                                 | 秋元康 | 石井健太郎              | 石井健太郎       |
| 21.              | 「ってか」                                                     | 秋元康 | 浦島健太、加藤優希      | 加藤優希         |
| 22.              | 「四期生VTR」                                                  | 秋元康 |                         |                  |
| 23.              | 「青春の馬」                                                   | 秋元康 | 近藤圭一                | 近藤圭一         |
| 24.              | 「キツネ」                                                     | 秋元康 | 原田雄一                | 原田雄一         |
| 25.              | 「誰よりも高く跳べ！ 2020」                                    | 秋元康 | カミカオル、doubleglass | 野中“まさ”雄一   |
| 26.              | 「知らないうちに愛されていた」                                 | 秋元康 | BASEMINT                | BASEMINT         |
| 27.              | 「One choice」                                                 | 秋元康 | セキヤカナデ            | シライシ紗トリ   |
| 28.              | 「NO WAR in the future 2020」                                  | 秋元康 | ツキダタダシ            | ツキダタダシ     |
| 29.              | 「VTR」                                                        | 秋元康 |                         |                  |
| 30.              | 「JOYFUL LOVE」                                                | 秋元康 | 前迫潤哉、Dr.Lilcom     | Dr.Lilcom        |

| 全作詞: 秋元康。 |                             |        |                       |                              |
| #                | タイトル                    | 作詞   | 作曲                  | 編曲                         |
| 1.               | 「Overture」                | 秋元康 | TomoLow               | TomoLow                      |
| 2.               | 「OPENING」                 | 秋元康 |                       |                              |
| 3.               | 「HEY!OHISAMA!」            | 秋元康 | デレク・ターナー      | 武藤星児                     |
| 4.               | 「ドレミソラシド」          | 秋元康 | 野村陽一郎            | 野村陽一郎                   |
| 5.               | 「アザトカワイイ」          | 秋元康 | 浦島健太、Miya、TETTA | TETTA                        |
| 6.               | 「ソンナコトナイヨ」        | 秋元康 | 柳原英樹              | 柳原英樹                     |
| 7.               | 「ブルーベリー&ラズベリー」 | 秋元康 | 小野貴光              | 若田部誠                     |
| 8.               | 「ゴーフルと君」            | 秋元康 | 辻村有記、伊藤賢      | 辻村有記、伊藤賢             |
| 9.               | 「Dash&Rush」               | 秋元康 | 小田切大              | 佐々木裕                     |
| 10.              | 「好きということは…」       | 秋元康 | youth case            | youth case、城戸紘志、加部輝 |
| 11.              | 「ハッピーオーラ」          | 秋元康 | 池澤聡                | 池澤聡                       |
| 12.              | 「ひらがなで恋したい」      | 秋元康 | ふるっぺ（ケラケラ）  | ふるっぺ（ケラケラ）         |
| 13.              | 「Footsteps」               | 秋元康 | 野井洋児              | 野井洋児                     |
| 14.              | 「線香花火が消えるまで」    | 秋元康 | 山本加津彦            | 山下加津彦                   |
| 15.              | 「Cage」                    | 秋元康 | 水流雄一朗            | 水流雄一朗                   |

| 全作詞: 秋元康。 |                                                                |        |                            |                  |
| #                | タイトル                                                       | 作詞   | 作曲                       | 編曲             |
| 16.              | 「花ちゃんズ - Happy Birthday to You -」                       | 秋元康 |                            |                  |
| 17.              | 「始球式」                                                     | 秋元康 |                            |                  |
| 18.              | 「一番好きだとみんなに言っていた小説のタイトルを思い出せない」 | 秋元康 | 辻村有記、伊藤賢           | 辻村有記、伊藤賢 |
| 19.              | 「こんなに好きになっちゃっていいの？」                         | 秋元康 | 前迫潤哉、7th Avenue       | 7th Avenue       |
| 20.              | 「半分の記憶」                                                 | 秋元康 | 吉田司、村山シベリウス達彦 | 若田部誠         |
| 21.              | 「月と星が踊るMidnight」                                       | 秋元康 | Masafumi Okamoto           | TomoLow          |
| 22.              | 「四期生VTR」                                                  | 秋元康 |                            |                  |
| 23.              | 「青春の馬」                                                   | 秋元康 | 近藤圭一                   | 近藤圭一         |
| 24.              | 「My fans」                                                    | 秋元康 | ムラマサヒロキ             | ムラマサヒロキ   |
| 25.              | 「誰よりも高く跳べ！ 2020」                                    | 秋元康 | カミカオル、doubleglass    | 野中“まさ”雄一   |
| 26.              | 「知らないうちに愛されていた」                                 | 秋元康 | BASEMINT                   | BASEMINT         |
| 27.              | 「One choice」                                                 | 秋元康 | セキヤカナデ               | シライシ紗トリ   |
| 28.              | 「NO WAR in the future 2020」                                  | 秋元康 | ツキダタダシ               | ツキダタダシ     |
| 29.              | 「VTR」                                                        | 秋元康 |                            |                  |
| 30.              | 「JOYFUL LOVE」                                                | 秋元康 | 前迫潤哉、Dr.Lilcom        | Dr.Lilcom        |

| #  | タイトル                                                     | 作詞 | 作曲・編曲 |
| -- | ------------------------------------------------------------ | ---- | ---------- |
| 1. | 「Behind the scenes of 4回目のひな誕祭 in Yokohama Stadium」 |      |            |

## 5回目のひな誕祭
『5回目のひな誕祭』（5かいめのひなたんさい）は、2024年4月6日と4月7日に横浜スタジアムにて開催された、日本の女性アイドルグループ・日向坂46のコンサート。
本公演は、前年度に続き2度目の横浜スタジアムでの開催となった。前日には『齊藤京子 卒業コンサート』を実施しており、3日間で約10万人を動員した。公演内では、日向坂46のアンダーグループの名称が『ひなた坂46』に決定したこと、『ひなた坂46 11th Single LIVE』をパシフィコ横浜国立大ホールにて開催すること、『ひなたフェス2024』をひなた宮崎県総合運動公園にて開催することを発表した。また、日向坂46の11thシングル『君はハニーデュー』が本公演1日目に初披露されている。

### 出演者
- 日向坂46[4][12]
  - 1期生：加藤史帆、佐々木久美、佐々木美玲、高瀬愛奈、高本彩花、東村芽依
  - 2期生：金村美玖、河田陽菜、小坂菜緒、富田鈴花、丹生明里、濱岸ひより、松田好花
  - 3期生：上村ひなの、髙橋未来虹、森本茉莉、山口陽世
  - 4期生：石塚瑶季、小西夏菜実、清水理央、正源司陽子、竹内希来里、平岡海月、平尾帆夏、藤嶌果歩、宮地すみれ、山下葉留花、渡辺莉奈
- 横浜DeNAベイスターズ[12]
  - DB.スターマン
  - DB.キララ

### 日向坂46 齊藤京子卒業コンサート&5周年記念MEMORIAL LIVE 〜5回目のひな誕祭〜 in 横浜スタジアム
『日向坂46 齊藤京子卒業コンサート&5周年記念MEMORIAL LIVE 〜5回目のひな誕祭〜 in 横浜スタジアム』（ひなたざかフォーティーシックス さいとうきょうこそつぎょうコンサート&5しゅうねんきねんメモリアルライブ 〜5かいめのひなたんさい〜 イン よこはまスタジアム）は、日向坂46のコンサート『齊藤京子卒業コンサート』と『5回目のひな誕祭』の様子を映像化した作品。2024年7月24日に、Sony RecordsよりBD・DVDが発売された。
完全生産限定盤には『齊藤京子卒業コンサート』と『5回目のひな誕祭』、初回生産限定盤には『5回目のひな誕祭』、通常盤には『齊藤京子卒業コンサート』が収録されている。なお、『5回目のひな誕祭』の収録内容には、1日目と2日目に披露した楽曲がいずれも含まれている。

#### 収録トラック

##### Blu-ray
- 完全生産限定盤（DISC 1、DISC 2、DISC 3、DISC 4）[53]
- 初回生産限定盤（DISC 1、DISC 2）[55]
- 通常盤[57]

| #   | タイトル                           | 作詞       | 作曲                  | 編曲                         |
| --- | ---------------------------------- | ---------- | --------------------- | ---------------------------- |
| 1.  | 「居心地悪く、大人になった」       | 秋元康     | 嶋田啓介              | 嶋田啓介                     |
| 2.  | 「Overture」                       |            | TomoLow               | TomoLow                      |
| 3.  | 「HEY!OHISAMA!」                   | 秋元康     | デレク・ターナー      | 武藤星児                     |
| 4.  | 「一生一度の夏」                   | 秋元康     | はたゆりこ、野口大志  | 野口大志                     |
| 5.  | 「シーラカンス」                   | 秋元康     | barabora、TomoLow     | TomoLow                      |
| 6.  | 「ゴーフルと君」                   | 秋元康     | 辻村有記、伊藤賢      | 辻村有記、伊藤賢             |
| 7.  | 「恋した魚は空を飛ぶ」             | 秋元康     | 野村陽一郎            | 野村陽一郎                   |
| 8.  | 「それでも歩いてる」               | 秋元康     | さいとうくにあき      | さいとうくにあき             |
| 9.  | 「VTR」                            |            |                       |                              |
| 10. | 「死んじゃうくらい、抱きしめて。」 | 山崎あおい | 宮野弦士              | 宮野弦士                     |
| 11. | 「孤独な瞬間」                     | 秋元康     | 伊藤心太郎            | APAZZI                       |
| 12. | 「どうして雨だと言ったんだろう？」 | 秋元康     | 杉山勝彦              | 杉山勝彦、石原剛志、有木竜郎 |
| 13. | 「VTR」                            |            |                       |                              |
| 14. | 「キュン」                         | 秋元康     | 野村陽一郎            | 野村陽一郎                   |
| 15. | 「アザトカワイイ」                 | 秋元康     | 浦島健太、Miya、TETTA | TETTA                        |
| 16. | 「After you!」                     | 秋元康     | 柳沢英樹              | 柳沢英樹                     |
| 17. | 「VTR」                            |            |                       |                              |
| 18. | 「手を繋いで帰ろうか」             | 秋元康     | Akira Sunset          | Akira Sunset                 |
| 19. | 「語るなら未来を…」                | 秋元康     | PENGUINS PROJECT      | 佐々木望                     |
| 20. | 「太陽は見上げる人を選ばない」     | 秋元康     | 池澤聡                | 池澤聡                       |
| 21. | 「NO WAR in the future 2020」      | 秋元康     | ツキダタダシ          | ツキダタダシ                 |
| 22. | 「VTR」                            |            |                       |                              |
| 23. | 「月と星が踊るMidnight」           | 秋元康     | Masafumi Okamoto      | TomoLow                      |
| 24. | 「齊藤京子Memorial VTR」           |            |                       |                              |
| 25. | 「齊藤京子Message」                |            |                       |                              |
| 26. | 「ひらがなけやき」                 | 秋元康     | 川崎正大              | 野中“まさ”雄一               |
| 27. | 「JOYFUL LOVE」                    | 秋元康     | 前迫潤哉、Dr.Lilcom   | Dr.Lilcom                    |
| 28. | 「僕に続け」                       | 秋元康     | 野村陽一郎            | 野村陽一郎                   |

| 全作詞: 秋元康。 |                                           |        |                         |                              |
| #                | タイトル                                  | 作詞   | 作曲                    | 編曲                         |
| 1.               | 「Overture」                              | 秋元康 | TomoLow                 | TomoLow                      |
| 2.               | 「HEY!OHISAMA!」                          | 秋元康 | デレク・ターナー        | 武藤星児                     |
| 3.               | 「キツネ」                                | 秋元康 | 原田雄一                | 原田雄一                     |
| 4.               | 「ひらがなで恋したい」                    | 秋元康 | ふるっぺ（ケラケラ）    | ふるっぺ（ケラケラ）         |
| 5.               | 「One choice」                            | 秋元康 | セキヤカナデ            | シライシ紗トリ               |
| 6.               | 「君しか勝たん」                          | 秋元康 | デレク・ターナー        | APAZZI                       |
| 7.               | 「ロッククライミング」                    | 秋元康 | jiri                    | jiri                         |
| 8.               | 「Right?」                                | 秋元康 | 小網準                  | 小網準                       |
| 9.               | 「You're in my way」                      | 秋元康 | セキヤカナデ            | セキヤカナデ                 |
| 10.              | 「こんな整列を誰がさせるのか？」          | 秋元康 | 春行                    | APAZZI                       |
| 11.              | 「何度でも何度でも」                      | 秋元康 | 後藤康二                | 後藤康二                     |
| 12.              | 「日向坂」                                | 秋元康 | 新屋豊                  | 新屋豊                       |
| 13.              | 「ってか」                                | 秋元康 | 浦島健太、加藤優希      | 加藤優希                     |
| 14.              | 「ソンナコトナイヨ」                      | 秋元康 | 柳沢英樹                | 柳沢英樹                     |
| 15.              | 「夢は何歳まで？」                        | 秋元康 | 久下真音、金子麻友美    | 久下真音                     |
| 16.              | 「あくびLetter」                          | 秋元康 | 角野寿和                | 角野寿和                     |
| 17.              | 「酸っぱい自己嫌悪」                      | 秋元康 | 丸山真由子              | 丸山真由子                   |
| 18.              | 「花ちゃんズ –君のため何ができるだろう–」 | 秋元康 | 田靡達也、中山聡        | 田靡達也、中山聡             |
| 19.              | 「月と星が踊るMidnight」                  | 秋元康 | Masafumi Okamoto        | TomoLow                      |
| 20.              | 「キュン」                                | 秋元康 | 野村陽一郎              | 野村陽一郎                   |
| 21.              | 「恋は逃げ足が早い」                      | 秋元康 | 野村陽一郎              | 野村陽一郎                   |
| 22.              | 「見たことない魔物」                      | 秋元康 | 野村陽一郎              | 若田部誠                     |
| 23.              | 「好きということは…」                     | 秋元康 | youth case              | 加部輝・城戸紘志・youth case |
| 24.              | 「NO WAR in the future 2020」             | 秋元康 | ツキダタダシ            | ツキダタダシ                 |
| 25.              | 「VTR」                                   | 秋元康 |                         |                              |
| 26.              | 「君はハニーデュー」                      | 秋元康 | 野村陽一郎              | 野村陽一郎                   |
| 27.              | 「誰よりも高く跳べ！ 2020」               | 秋元康 | カミカオル、doubleglass | 野中“まさ”雄一               |
| 28.              | 「JOYFUL LOVE」                           | 秋元康 | 前迫潤哉、Dr.Lilcom     | Dr.Lilcom                    |

| 全作詞: 秋元康。 |                                       |        |                                                             |                                                             |
| #                | タイトル                              | 作詞   | 作曲                                                        | 編曲                                                        |
| 1.               | 「Overture」                          | 秋元康 | TomoLow                                                     | TomoLow                                                     |
| 2.               | 「HEY!OHISAMA!」                      | 秋元康 | デレク・ターナー                                            | 武藤星児                                                    |
| 3.               | 「キツネ」                            | 秋元康 | 原田雄一                                                    | 原田雄一                                                    |
| 4.               | 「ハッピーオーラ」                    | 秋元康 | 池澤聡                                                      | 池澤聡                                                      |
| 5.               | 「アザトカワイイ」                    | 秋元康 | 浦島健太、Miya、TETTA                                       | TETTA                                                       |
| 6.               | 「Am I ready?」                       | 秋元康 | 大河原昇                                                    | APAZZI                                                      |
| 7.               | 「シーラカンス」                      | 秋元康 | barabora、TomoLow                                           | TomoLow                                                     |
| 8.               | 「青春ポップコーン」                  | 秋元康 | Yugo.A、sugita.m                                            | sugita.m、Yugo.A                                            |
| 9.               | 「愛はこっちのものだ」                | 秋元康 | 原田雄一                                                    | 原田雄一                                                    |
| 10.              | 「未熟な怒り」                        | 秋元康 | バグベア                                                    | 野中“まさ”雄一                                              |
| 11.              | 「声の足跡」                          | 秋元康 | A-NOTE、S-TONE                                              | A-NOTE、S-TONE                                              |
| 12.              | 「思いがけないダブルレインボー」      | 秋元康 | 藤田卓也                                                    | APAZZI                                                      |
| 13.              | 「僕なんか」                          | 秋元康 | 温詞                                                        | 温詞、TomoLow                                               |
| 14.              | 「君は0から1になれ」                  | 秋元康 | doubleglass                                                 | doubleglass                                                 |
| 15.              | 「三輪車に乗りたい」                  | 秋元康 | Kaz Kuwamura（CWF）、カトウリョータ（CWF）、小木岳司（CWF） | Kaz Kuwamura（CWF）、カトウリョータ（CWF）、小木岳司（CWF） |
| 16.              | 「やさしさが邪魔をする」              | 秋元康 | aokado                                                      | aokado                                                      |
| 17.              | 「See Through」                       | 秋元康 | 佐々木裕                                                    | 佐々木裕                                                    |
| 18.              | 「花ちゃんズ –飛行機雲ができる理由–」 | 秋元康 | 小網準                                                      | 若田部誠                                                    |
| 19.              | 「月と星が踊るMidnight」              | 秋元康 | Masafumi Okamoto                                            | TomoLow                                                     |
| 20.              | 「ドレミソラシド」                    | 秋元康 | 野村陽一郎                                                  | 野村陽一郎                                                  |
| 21.              | 「恋は逃げ足が早い」                  | 秋元康 | 野村陽一郎                                                  | 野村陽一郎                                                  |
| 22.              | 「見たことない魔物」                  | 秋元康 | 野村陽一郎                                                  | 若田部誠                                                    |
| 23.              | 「好きということは…」                 | 秋元康 | youth case                                                  | 加部輝・城戸紘志・youth case                                |
| 24.              | 「NO WAR in the future 2020」         | 秋元康 | ツキダタダシ                                                | ツキダタダシ                                                |
| 25.              | 「VTR」                               | 秋元康 |                                                             |                                                             |
| 26.              | 「君はハニーデュー」                  | 秋元康 | 野村陽一郎                                                  | 野村陽一郎                                                  |
| 27.              | 「誰よりも高く跳べ！ 2020」           | 秋元康 | カミカオル、doubleglass                                     | 野中“まさ”雄一                                              |
| 28.              | 「JOYFUL LOVE」                       | 秋元康 | 前迫潤哉、Dr.Lilcom                                         | Dr.Lilcom                                                   |
| 29.              | 「約束の卵2020」                      | 秋元康 | aokado                                                      | aokado                                                      |

| #  | タイトル                                                                            | 作詞 | 作曲・編曲 |
| -- | ----------------------------------------------------------------------------------- | ---- | ---------- |
| 1. | 「Behind the scenes of 齊藤京子卒業コンサート&5回目のひな誕祭 in Yokohama Stadium」 |      |            |

##### DVD
- 完全生産限定盤（DISC 1、DISC 2、DISC 3、DISC 4、DISC 5、DISC 6、DISC 7）[54]
- 初回生産限定盤（DISC 1、DISC 2、DISC 3、DISC 4）[56]
- 通常盤（DISC 1、DISC 2）[58]

| #   | タイトル                           | 作詞       | 作曲                  | 編曲                         |
| --- | ---------------------------------- | ---------- | --------------------- | ---------------------------- |
| 1.  | 「居心地悪く、大人になった」       | 秋元康     | 嶋田啓介              | 嶋田啓介                     |
| 2.  | 「Overture」                       |            | TomoLow               | TomoLow                      |
| 3.  | 「HEY!OHISAMA!」                   | 秋元康     | デレク・ターナー      | 武藤星児                     |
| 4.  | 「一生一度の夏」                   | 秋元康     | はたゆりこ、野口大志  | 野口大志                     |
| 5.  | 「シーラカンス」                   | 秋元康     | barabora、TomoLow     | TomoLow                      |
| 6.  | 「ゴーフルと君」                   | 秋元康     | 辻村有記、伊藤賢      | 辻村有記、伊藤賢             |
| 7.  | 「恋した魚は空を飛ぶ」             | 秋元康     | 野村陽一郎            | 野村陽一郎                   |
| 8.  | 「それでも歩いてる」               | 秋元康     | さいとうくにあき      | さいとうくにあき             |
| 9.  | 「VTR」                            |            |                       |                              |
| 10. | 「死んじゃうくらい、抱きしめて。」 | 山崎あおい | 宮野弦士              | 宮野弦士                     |
| 11. | 「孤独な瞬間」                     | 秋元康     | 伊藤心太郎            | APAZZI                       |
| 12. | 「どうして雨だと言ったんだろう？」 | 秋元康     | 杉山勝彦              | 杉山勝彦、石原剛志、有木竜郎 |
| 13. | 「VTR」                            |            |                       |                              |
| 14. | 「キュン」                         | 秋元康     | 野村陽一郎            | 野村陽一郎                   |
| 15. | 「アザトカワイイ」                 | 秋元康     | 浦島健太、Miya、TETTA | TETTA                        |
| 16. | 「After you!」                     | 秋元康     | 柳沢英樹              | 柳沢英樹                     |
| 17. | 「VTR」                            |            |                       |                              |
| 18. | 「手を繋いで帰ろうか」             | 秋元康     | Akira Sunset          | Akira Sunset                 |
| 19. | 「語るなら未来を…」                | 秋元康     | PENGUINS PROJECT      | 佐々木望                     |
| 20. | 「太陽は見上げる人を選ばない」     | 秋元康     | 池澤聡                | 池澤聡                       |
| 21. | 「NO WAR in the future 2020」      | 秋元康     | ツキダタダシ          | ツキダタダシ                 |
| 22. | 「VTR」                            |            |                       |                              |
| 23. | 「月と星が踊るMidnight」           | 秋元康     | Masafumi Okamoto      | TomoLow                      |

| 全作詞: 秋元康。 |                          |        |                     |                |
| #                | タイトル                 | 作詞   | 作曲                | 編曲           |
| 1.               | 「齊藤京子Memorial VTR」 | 秋元康 |                     |                |
| 2.               | 「齊藤京子Message」      | 秋元康 |                     |                |
| 3.               | 「ひらがなけやき」       | 秋元康 | 川崎正大            | 野中“まさ”雄一 |
| 4.               | 「JOYFUL LOVE」          | 秋元康 | 前迫潤哉、Dr.Lilcom | Dr.Lilcom      |
| 5.               | 「僕に続け」             | 秋元康 | 野村陽一郎          | 野村陽一郎     |

| 全作詞: 秋元康。 |                                           |        |                      |                              |
| #                | タイトル                                  | 作詞   | 作曲                 | 編曲                         |
| 1.               | 「Overture」                              | 秋元康 | TomoLow              | TomoLow                      |
| 2.               | 「HEY!OHISAMA!」                          | 秋元康 | デレク・ターナー     | 武藤星児                     |
| 3.               | 「キツネ」                                | 秋元康 | 原田雄一             | 原田雄一                     |
| 4.               | 「ひらがなで恋したい」                    | 秋元康 | ふるっぺ（ケラケラ） | ふるっぺ（ケラケラ）         |
| 5.               | 「One choice」                            | 秋元康 | セキヤカナデ         | シライシ紗トリ               |
| 6.               | 「君しか勝たん」                          | 秋元康 | デレク・ターナー     | APAZZI                       |
| 7.               | 「ロッククライミング」                    | 秋元康 | jiri                 | jiri                         |
| 8.               | 「Right?」                                | 秋元康 | 小網準               | 小網準                       |
| 9.               | 「You're in my way」                      | 秋元康 | セキヤカナデ         | セキヤカナデ                 |
| 10.              | 「こんな整列を誰がさせるのか？」          | 秋元康 | 春行                 | APAZZI                       |
| 11.              | 「何度でも何度でも」                      | 秋元康 | 後藤康二             | 後藤康二                     |
| 12.              | 「日向坂」                                | 秋元康 | 新屋豊               | 新屋豊                       |
| 13.              | 「ってか」                                | 秋元康 | 浦島健太、加藤優希   | 加藤優希                     |
| 14.              | 「ソンナコトナイヨ」                      | 秋元康 | 柳沢英樹             | 柳沢英樹                     |
| 15.              | 「夢は何歳まで？」                        | 秋元康 | 久下真音、金子麻友美 | 久下真音                     |
| 16.              | 「あくびLetter」                          | 秋元康 | 角野寿和             | 角野寿和                     |
| 17.              | 「酸っぱい自己嫌悪」                      | 秋元康 | 丸山真由子           | 丸山真由子                   |
| 18.              | 「花ちゃんズ –君のため何ができるだろう–」 | 秋元康 | 田靡達也、中山聡     | 田靡達也、中山聡             |
| 19.              | 「月と星が踊るMidnight」                  | 秋元康 | Masafumi Okamoto     | TomoLow                      |
| 20.              | 「キュン」                                | 秋元康 | 野村陽一郎           | 野村陽一郎                   |
| 21.              | 「恋は逃げ足が早い」                      | 秋元康 | 野村陽一郎           | 野村陽一郎                   |
| 22.              | 「見たことない魔物」                      | 秋元康 | 野村陽一郎           | 若田部誠                     |
| 23.              | 「好きということは…」                     | 秋元康 | youth case           | 加部輝・城戸紘志・youth case |
| 24.              | 「NO WAR in the future 2020」             | 秋元康 | ツキダタダシ         | ツキダタダシ                 |
| 25.              | 「VTR」                                   | 秋元康 |                      |                              |
| 26.              | 「君はハニーデュー」                      | 秋元康 | 野村陽一郎           | 野村陽一郎                   |

| 全作詞: 秋元康。 |                             |        |                         |                |
| #                | タイトル                    | 作詞   | 作曲                    | 編曲           |
| 1.               | 「誰よりも高く跳べ！ 2020」 | 秋元康 | カミカオル、doubleglass | 野中“まさ”雄一 |
| 2.               | 「JOYFUL LOVE」             | 秋元康 | 前迫潤哉、Dr.Lilcom     | Dr.Lilcom      |

| 全作詞: 秋元康。 |                                       |        |                                                             |                                                             |
| #                | タイトル                              | 作詞   | 作曲                                                        | 編曲                                                        |
| 1.               | 「Overture」                          | 秋元康 | TomoLow                                                     | TomoLow                                                     |
| 2.               | 「HEY!OHISAMA!」                      | 秋元康 | デレク・ターナー                                            | 武藤星児                                                    |
| 3.               | 「キツネ」                            | 秋元康 | 原田雄一                                                    | 原田雄一                                                    |
| 4.               | 「ハッピーオーラ」                    | 秋元康 | 池澤聡                                                      | 池澤聡                                                      |
| 5.               | 「アザトカワイイ」                    | 秋元康 | 浦島健太、Miya、TETTA                                       | TETTA                                                       |
| 6.               | 「Am I ready?」                       | 秋元康 | 大河原昇                                                    | APAZZI                                                      |
| 7.               | 「シーラカンス」                      | 秋元康 | barabora、TomoLow                                           | TomoLow                                                     |
| 8.               | 「青春ポップコーン」                  | 秋元康 | Yugo.A、sugita.m                                            | sugita.m、Yugo.A                                            |
| 9.               | 「愛はこっちのものだ」                | 秋元康 | 原田雄一                                                    | 原田雄一                                                    |
| 10.              | 「未熟な怒り」                        | 秋元康 | バグベア                                                    | 野中“まさ”雄一                                              |
| 11.              | 「声の足跡」                          | 秋元康 | A-NOTE、S-TONE                                              | A-NOTE、S-TONE                                              |
| 12.              | 「思いがけないダブルレインボー」      | 秋元康 | 藤田卓也                                                    | APAZZI                                                      |
| 13.              | 「僕なんか」                          | 秋元康 | 温詞                                                        | 温詞、TomoLow                                               |
| 14.              | 「君は0から1になれ」                  | 秋元康 | doubleglass                                                 | doubleglass                                                 |
| 15.              | 「三輪車に乗りたい」                  | 秋元康 | Kaz Kuwamura（CWF）、カトウリョータ（CWF）、小木岳司（CWF） | Kaz Kuwamura（CWF）、カトウリョータ（CWF）、小木岳司（CWF） |
| 16.              | 「やさしさが邪魔をする」              | 秋元康 | aokado                                                      | aokado                                                      |
| 17.              | 「See Through」                       | 秋元康 | 佐々木裕                                                    | 佐々木裕                                                    |
| 18.              | 「花ちゃんズ –飛行機雲ができる理由–」 | 秋元康 | 小網準                                                      | 若田部誠                                                    |
| 19.              | 「月と星が踊るMidnight」              | 秋元康 | Masafumi Okamoto                                            | TomoLow                                                     |
| 20.              | 「ドレミソラシド」                    | 秋元康 | 野村陽一郎                                                  | 野村陽一郎                                                  |
| 21.              | 「恋は逃げ足が早い」                  | 秋元康 | 野村陽一郎                                                  | 野村陽一郎                                                  |
| 22.              | 「見たことない魔物」                  | 秋元康 | 野村陽一郎                                                  | 若田部誠                                                    |
| 23.              | 「好きということは…」                 | 秋元康 | youth case                                                  | 加部輝・城戸紘志・youth case                                |
| 24.              | 「NO WAR in the future 2020」         | 秋元康 | ツキダタダシ                                                | ツキダタダシ                                                |
| 25.              | 「VTR」                               | 秋元康 |                                                             |                                                             |
| 26.              | 「君はハニーデュー」                  | 秋元康 | 野村陽一郎                                                  | 野村陽一郎                                                  |

| 全作詞: 秋元康。 |                             |        |                         |                |
| #                | タイトル                    | 作詞   | 作曲                    | 編曲           |
| 1.               | 「誰よりも高く跳べ！ 2020」 | 秋元康 | カミカオル、doubleglass | 野中“まさ”雄一 |
| 2.               | 「JOYFUL LOVE」             | 秋元康 | 前迫潤哉、Dr.Lilcom     | Dr.Lilcom      |
| 3.               | 「約束の卵2020」            | 秋元康 | aokado                  | aokado         |

| #  | タイトル                                                                            | 作詞 | 作曲・編曲 |
| -- | ----------------------------------------------------------------------------------- | ---- | ---------- |
| 1. | 「Behind the scenes of 齊藤京子卒業コンサート&5回目のひな誕祭 in Yokohama Stadium」 |      |            |

## 6回目のひな誕祭
『6回目のひな誕祭』（6かいめのひなたんさい）は、2025年4月5日と4月6日に横浜スタジアムで開催された、日本の女性アイドルグループ・日向坂46のコンサート。
本公演は、3年連続3度目の横浜スタジアムでの開催となった。本公演では、日向坂46名義の楽曲全てを披露するとともに、卒業を発表していた佐々木美玲と佐々木久美の卒業セレモニーをそれぞれ実施した。また、グループでキャプテンを務めていた佐々木久美の卒業に伴い、新キャプテンに3期生の髙橋未来虹が就任することが発表された。そのほか、同公演1日目には、5月27日に「五期生おもてなし会」を国立代々木競技場第一体育館にて開催すること、2日目には、5月21日に14thシングル『Love yourself!』を発売すること、5月28日・29日に新体制での初コンサート「OVER THE RAINBOW」を国立代々木競技場第一体育館にて開催することを発表した。

### 出演者
- 日向坂46[13][63]
  - 1期生：佐々木久美、佐々木美玲、高瀬愛奈
  - 2期生：金村美玖、河田陽菜、小坂菜緒、富田鈴花、松田好花
  - 3期生：上村ひなの、髙橋未来虹、森本茉莉、山口陽世
  - 4期生：石塚瑶季、小西夏菜実、清水理央、正源司陽子、竹内希来里、平尾帆夏、平岡海月、藤嶌果歩、宮地すみれ、山下葉留花、渡辺莉奈
  - 5期生：大田美月、大野愛実、片山紗希、蔵盛妃那乃、坂井新奈、佐藤優羽、下田衣珠季、高井俐香、鶴崎仁香、松尾桜
- けやき坂46・日向坂46の元メンバー[13]
  - 井口眞緒、潮紗理菜、影山優佳、加藤史帆、高本彩花、長濱ねる、東村芽依
- 横浜DeNAベイスターズ[13]
  - DB.スターマン
  - DB.キララ

### 日向坂46 6周年記念MEMORIAL LIVE 〜6回目のひな誕祭〜 in 横浜スタジアム
『日向坂46 6周年記念MEMORIAL LIVE 〜6回目のひな誕祭〜 in 横浜スタジアム』（ひなたざかフォーティーシックス 6しゅうねんきねんメモリアルライブ 〜6かいめのひなたんさい〜 イン よこはまスタジアム）は、日向坂46のコンサート『6回目のひな誕祭』の様子を映像化した作品。2025年7月23日に、Sony RecordsよりBD・DVDが発売された。

## プロモーション・コラボ企画

### 2021年
- 日向坂2周年応援キャンペーン（2021年3月16日 - 21日、ABEMA）[65][66][注 11]
- 日向坂46 MEMORIAL LIVE：2回目のひな誕祭記念 花ちゃんズとメモリアルな前夜祭SP（2021年3月26日、ABEMA）- 松田好花、渡邉美穂、潮紗理菜[65][67]。

### 2023年
- おひさまとの『4回目のひな誕祭』決起会！（2023年3月1日、YouTube）[68]
- 関内駅構内放送（2023年4月1日・2日、関内駅）[注 12][69]。
- 横浜中華街コラボキャンペーン（2023年4月1日・2日、横浜中華街）[70][71]
- CM（2023年8月28日 - ）[72]

### 2024年
- 関内駅構内放送（2024年4月5日 - 7日）[注 13][73]
- 横浜中華街コラボキャンペーン（2024年4月5日 - 7日、横浜中華街）[74]